# Boophis marojezensis
Boophis marojezensis is een kikker uit de familie gouden kikkers (Mantellidae). De soort werd voor het eerst wetenschappelijk beschreven door Frank Glaw en Miguel Vences in 1994. De soort behoort tot het geslacht Boophis.

## Leefgebied
De kikker is endemisch in Madagaskar. De soort leeft vooral in het oosten en noordoosten van het eiland op een hoogte tussen de 300 en 1220 meter boven zeeniveau. De soort komt ook voor in het nationaal park Marojejy.